# Степни гущери
Степните гущери (Eremias) са род влечуги от семейство Гущерови (Lacertidae).
Таксонът е описан за пръв път от австрийския зоолог Леполод Фицингер през 1834 година.

## Видове
- Eremias acutirostris
- Eremias afghanistanica
- Eremias andersoni
- Eremias argus – Монголски гущер
- Eremias arguta – Многоцветен гущер
- Eremias aria
- Eremias brenchleyi
- Eremias buechneri
- Eremias cholistanica
- Eremias dzungarica
- Eremias fahimii
- Eremias fasciata
- Eremias grammica
- Eremias intermedia
- Eremias isfahanica
- Eremias kakari
- Eremias kavirensis
- Eremias killasaifullahi
- Eremias kokshaaliensis
- Eremias kopetdaghica
- Eremias lalezharica
- Eremias lineolata
- Eremias montana
- Eremias multiocellata
- Eremias nigrocellata
- Eremias nigrolateralis
- Eremias nikolskii – Киргизки гущер
- Eremias novo
- Eremias papenfussi
- Eremias persica – Персийски гущер
- Eremias pleskei
- Eremias przewalskii
- Eremias quadrifrons
- Eremias rafiqi
- Eremias regeli
- Eremias roborowskii
- Eremias scripta
- Eremias strauchi
- Eremias stummeri
- Eremias suphani
- Eremias szczerbaki
- Eremias velox – Бърз ресничестопръст гущер
- Eremias vermiculata
- Eremias yarkandensis